# Загнітко Анатолій Панасович
Анато́лій Пана́сович Загні́тко (нар. 14 жовтня 1954, Кацмазів) — український науковець, кандидат філологічних наук (1987), доцент (1990), доктор філологічних наук (1992), професор (1993), академік Академії наук вищої школи України (1993), відмінник освіти України (1995) випускник Донецького національного університету (тоді — Донецький державний університет), завідувач кафедри загального та прикладного мовознавства і слов'янської філології Донецького національного університету імені Василя Стуса (2015—2019), декан філологічного факультету Донецького національного університету імені Василя Стуса (2020), член-кореспондент НАН України (2012 р.), член Донецького відділення НТШ. З 2011 року — дійсний член НТШ в Україні.

## Біографія
Народився в селі Кацмазів Жмеринського району Вінницької області. Закінчив у 1977 році Донецький державний університет за фахом «українська мова і література»; а у 1986 р. — за фахом «викладач історії та суспільствознавства». Після закінчення університету працював у школі свого села, служив в армії.
Повернувшись в університет, спеціалізувався на дослідженні проблем теорії граматики української мови.
Член Національної спілки письменників України (з 07.02.2011). Автор книг публіцистики «Шляхами слова» (2009), «Слово у душі — душа у слові» (2010).

## Науковий доробок
Автор більше 800 наукових праць, з-поміж них монографій і навчальних посібників: «Дієслівні категорії в синтагматиці і парадигматиці» (Київ, 1990); «Основи функціональної морфології» (Київ, 1991); «Система і структура морфологічних категорій сучасної української мови (проблеми теорії)» (Київ, 1993); «Теоретична граматика української мови. Морфологія» (Донецьк, 1996); «Український синтаксис: У 2-х ч.» (Київ, 1996); «Теоретична граматика сучасної української мови. Морфологія. Синтаксис.» (Донецьк, 2011); «Теорія граматики і тексту» (Донецьк, 2014); «Теорія лінгвоперсонології» (Вінниця, 2017); «Мовний простір граматики» (Вінниця, 2018); «Теорії лінгвістичних учень» (Вінниця, 2019) та ін.
Автор вступної статті до збірника поетичних та прозових творів письменників Донбасу «Тепло рідної землі» (Донецьк, 1989), в якій намагається осягнути й осмислити відтінки світовідчуття, силу образів таких майстрів художнього слова Донеччини, як П. Байдебура, М. Чернявський, Г. Кривда, Є. Летюк, І. Світличний, Г. Гордасевич, С. Жуковський, Г. Довнар, Л. Колесникова, І. Савич та багато ін. А. Загнітко акцентує увагу на такій особливості творчості письменників-земляків, як відображення системи взаємодії людини і природи, формування поняття загальнолюдської, загальнонаціональної моралі. Прозові твори збірки, на думку А. Загнітка, майстерно відтворюють світ дитячих душ, поезії — спрямовані на показ істинності почуттів людини, засуджується низка негативних рис людини. У загальному плані всі художні твори цієї книги складають своєрідний цілісний комплекс, який дає розгорнуту картину життя людей донецького краю, значення в їхньому житті загальнонародних начал добра і правди, любові до всього, що потребує людської ласки і тепла.
Результатом публіцистичних виступів А. Загнітка на Донецькому обласному радіо з авторською програмою «Мово рідна, слово рідне…» стало науково-популярне видання збірника сценаріїв-нарисів «Слово у душі — душа у слові» (Донецьк, 1997). Це видання, подаючи зріз національно-мовних, культурно-мистецьких проблем нашого краю, зуміло віддзеркалити найболючіші питання української культури на Донеччини протягом 1989—1996 років, які залишаються актуальними й цікавими і понині. Так, автор разом із гостями студії обговорює проблему прийняття закону «Про мови..», особливості впровадження його в життя, підіймає питання культури мови, розглядає закономірності поетичного текстотворення, у книзі висвітлено також особливості українських говорів Донеччини, напрями їх вивчення, відображено специфіку роботи різних національно-культурних товариств. Особливо цікавою книга є тим, що автор наводить тут уривки з листів радіослухачів, що відображає діалог програми з зацікавленими шанувальниками рідного слова. А. Загнітко зумів передати невимушеність бесіди на теми наболілих питань з такими культурно-просвітницькими діячами сучасності, як В. Кейс, М. Ткачук, В. Білецький, Г.  Мороз, В. Соболь, Б. Зінкевич-Томанек, Т. Ягодкіна, та ін. Автор ґрунтовно досліджує творчість видатних українських письменників (минулих століть і сучасності), подаючи індивідуальне прочитання їх творів. У центрі уваги А. Загнітка постає художнє слово Т. Шевченка, Лесі Українки, В. Стуса та Яра Славутича, І. Драча та Л. Талалая, Т. Осьмачки та Олександра Олеся та багатьох ін. У кожному своєму нарисі А. Загнітко постає палким поборником українського слова, глибоким знавцем його функцій — виховної, естетичної, пізнавальної, інформативної, соціально орієнтаційної тощо.
А. Загнітко є науковим редактором збірника наукових праць «Лінгвістичні студії Linguistic Studies», який виходить з 1996 року, а з 2019 року — заступник головного редактора. У виданні, розрахованому для науковців, викладачів, аспірантів та студентів-філологів, розглядаються актуальні проблеми теорії мови, функціональної граматики, з'ясовуються напрями еволюції морфологічних і синтаксичних категорій, а також їхні функціональні вияви в тексті, простежуються особливості східностепових українських говорів, виявляється специфіка творення ономастичних одиниць, встановлюються особливості функціональної семантики фразеологічних і лексичних одиниць, визначаються шляхи кодифікації граматичних норм сучасної української мови.
Крім того, Загнітко Анатолій Панасович — головний редактор мовознавчих випусків Донецького вісника НТШ, а також збірника наукових праць «Лінгвокомп'ютерні дослідження» (видається з 2004 року; вийшло 13 випусків).
Протягом 2013—2014 років був деканом філологічного факультету ДонНУ, тривалий час очолював кафедру української мови та прикладної лінгвістики (1993—2014 рр.), був ініціатором створення та відкриття в ДонНУ нової перспективної спеціальності «Прикладна лінгвістика». 2015—2019 рр. очолював кафедру загального та прикладного мовознавства і слов'янської філології Донецького національного університету у Вінниці, голова Вченої ради Донецького національного університету імені Василя Стуса.

## Наукові ступені, вчені звання і почесні відзнаки
- 1987 — кандидат філологічних наук
- 1993 — доктор філологічних наук
- 1990 — доцент
- 1993 — академік Академії наук вищої школи України
- 1995 — нагороджений нагрудним знаком Відмінник освіти України
- 2001 — лауреат премії імені Ярослава Мудрого
- 2002 — лауреат премії НТШ у США
- 2003 — нагороджений знаком «Найкращий викладач» Донецькою облдержадміністрацією
- 2004 — нагороджений Почесною грамотою Донецької облдержадміністрації
- 2007 — нагороджений нагрудним знаком «Петро Могила» Міністерства освіти і науки України за успіхи в науковій та організаційній роботі та Срібною ювілейною медаллю «За особливі успіхи у науковій і педагогічній роботі» Донецької облради
- 2008 — удостоєний почесного звання Заслужений працівник освіти України[2]
- 2011 — дійсний член НТШ
- 2012 — член-кореспондент НАН України
- 2013 — лауреат премії імені О. О. Потебні НАН України
- 2014 — лауреат Всеукраїнської премії імені Бориса Грінченка
- 2018 — орден «За заслуги III ступеня»
- 2023 — Пам'ятна медаль «Микита Шаповал» Донецького відділення НТШ, посвідчення № 16 від 23 грудня 2023 р. з нагоди 150-річчя НТШ.

## Наукові публікації
- Теорія граматики і тексту: монографія / Анатолій Загнітко. — Донецьк: Вид-во «Ноулідж», 2014. — 480 с. [Архівовано 23 вересня 2020 у Wayback Machine.]
- Теорія лінгвоперсонології: монографія / Анатолій Панасович Загнітко. — Вінниця: Нілан-ЛТД, 2017. — 136 с. [Архівовано 23 вересня 2020 у Wayback Machine.]
- Парадигмально-категорійні основи прикладної лінгвістики: монографія / Анатолій Загнітко, Ілля Данилюк, Жанна Краснобаєва-Чорна, Оксана Путіліна, Ганна Ситар. — Вінниця: «ТОВ Нілан-ЛТД», 2015. — 472 с. [Архівовано 23 вересня 2020 у Wayback Machine.]
- Мовний простір граматики: монографія / А. Загнітко. — Вінниця: ТОВ «Твори», 2018. — 448 с. [Архівовано 23 вересня 2020 у Wayback Machine.]
- Теория грамматических и текстовых структур: монография / Анатолий Загнитко. — Berlin: Lambert Academic Publishing, 2018. — 634 с. [Архівовано 23 вересня 2020 у Wayback Machine.]
- Інтертекстуальність та інтермедіальність: в просторі української мови, літератури та культури Intertextura a intermedialata: v prostore ukrajinkého jazyka, literatury a kultury: монографія; гол. ред. Алла Архангельська / А. Загнітко, Г. Сюта, С. Я. Єрмоленко та ін. — Olomouc: Univerzita Palackeho, 2018. — 307 с.
- Сучасна лінгвістика: погляди та оцінки: науково-аналітичне видання. — Донецьк: ДонНУ, 2014. — 464 с. [Архівовано 23 вересня 2020 у Wayback Machine.]
- Подих рідного слова / А. П. Загнітко. ‒ Донецьк: ДонНУ, 2014. ‒ 236 с. [Архівовано 23 вересня 2020 у Wayback Machine.]
- Язык, сознание, коммуникация: сб. статей / отв. ред. В. В. Красных, А. И. Изотов. — Москва: МАКС Пресс, 2018. — Вып. 60. — C. 60-76. [Архівовано 23 вересня 2020 у Wayback Machine.]
- Лінгвокомп'ютерні дослідження: зб. наук. праць / Донецький національний університет ім. Василя Стуса / укл. : А. Загнітко (наук. і відп. ред.). — Вінниця: ДонНУ, 2018. — Вип. 11. — 161 с. [Архівовано 23 вересня 2020 у Wayback Machine.]
- Соціумномовні параметри сучасних міжкатегорійних і внутрішньокатегорійних транспозицій: моделі та різновиди / А. П. Загнітко // Славянский мир и национальная речевая культура в современной коммуникации: сб. науч. тр. — Гродно: ГрГУ, 2018. — C. 63-68 [Архівовано 23 вересня 2020 у Wayback Machine.].